# Новая Деревня (Кинель-Черкасский район)
Новая Деревня — упразднённая деревня в Кинель-Черкасском районе Самарской области. На момент упразднения входила в состав Черновского сельсовета. Упразднена в 1992.

## География
Деревня находилась в восточной части Самарской области, в пределах Высокого Заволжья, в лесостепной зоне, на правом берегу ручья Мокрая Черновка, на расстоянии примерно 20 километров (по прямой) к юго-западу от села Кинель-Черкассы, административного центра района.
Климат
Климат характеризуется как умеренно континентальный, с холодной малоснежной зимой и жарким сухим летом. Среднегодовая температура воздуха — 4,1 °С. Средняя температура воздуха самого тёплого месяца (июля) — 20,7 °C (абсолютный максимум — 40 °C); самого холодного (января) — −13 °C (абсолютный минимум — −43 °C). Среднегодовое количество атмосферных осадков составляет 469 мм, из которых 297 мм выпадает в период с апреля по октябрь. Снежный покров держится в течение 147 дней.

## История
По данным на 1986 г. деревня Новая Деревня входила в состав Черновского сельсовета Кинель-Черкасского района Куйбышевской области.

## Население
На 1 января 1986 г. в деревне числилось 2 человека, в основном русские.